# Moreaua tristis
Moreaua tristis är en svampart som först beskrevs av Vánky, och fick sitt nu gällande namn av Vánky 2000. Moreaua tristis ingår i släktet Moreaua och familjen Anthracoideaceae.   Inga underarter finns listade i Catalogue of Life.